# Joacim Eriksson
Joacim John Patric Eriksson, född 9 april 1990 i Gävle, är en svensk professionell ishockeymålvakt som spelar för Brynäs IF.
Eriksson har tidigare spelat i Hedesunda IF som ungdom och sedan i Leksands IF i Hockeyallsvenskan samt Brynäs IF och Skellefteå AIK i Elitserien. Eriksson blev draftad av NHL-laget Philadelphia Flyers som nummer 196 i omgång 7 i 2008 års NHL-draft.
Den 15 juni 2013 skrev Eriksson på ett entry level-kontrakt med NHL-klubben Vancouver Canucks. Han tillbringade dock majoriteten av sina två säsonger i Nordamerika i AHL-klubben Utica Comets. Därefter flyttade Eriksson till KHL-laget Dinamo Riga där han spelade en säsong innan flyttade hem till Sverige och SHL där han skrev på ett två-årskontrakt med Växjö Lakers. 
Den 20 april 2017 rapporterade Expressen att Eriksson har tvingats lämna Lakers trots gällande kontrakt och att hans nya klubb kommer att bli Djurgårdens IF.
Inför säsongen 2018/2019 bytte Ericsson klubb till Brynäs IF.
Klubbar
- Växjö Lakers
- Brynäs IF
- Leksands IF
- Skellefteå AIK
- Vancouver Canucks
- Utica Comets
- Dinamo Riga